# Relações entre Espanha e Suriname
As relações Espanha-Suriname são as relações bilaterais e diplomáticas entre esses dois países. A embaixada do Suriname em Bruxelas é credenciada pela Espanha. A embaixada da Espanha em Port of Spain, Trinidad e Tobago, é credenciada para o Suriname e, além disso, a Espanha tem um consulado honorário em Paramaribo.

## Era colonial
Cristóvão Colombo avistou as ilhas em 1498, mas somente até 1593 exploradores espanhóis retornaram à área, chamada Suriname, por ser habitada pelos Surinen, um grupo taíno. Durante a primeira metade do século XVII, houve tentativas infrutíferas de espanhóis, britânicos, franceses e holandeses de se estabelecerem, em grande parte devido à resistência dos nativos, rompendo essa resistência em 1651, quando o inglês Francis Willoughby estabeleceu um avanço no que ele atualmente é Paramaribo.

## Relações diplomáticas
A Espanha mantém relações diplomáticas com o Suriname desde 1976. A Embaixada residente em Port of Spain (Trinidad e Tobago) é credenciada perante as Autoridades do Suriname. O Embaixador José María Fernández López de Turiso apresentou as cópias de seu estilo ao MAE em abril de 2014 e apresentou as credenciais ao Presidente em novembro de 2014.